# El marcapiel
«El marcapiel» es una canción compuesta e interpretada por el músico argentino Luis Alberto Spinetta, en coautoría con Roberto Mouro, que se encuentra en el álbum Téster de violencia de 1988, octavo álbum solista y 21º en el que tiene participación decisiva.
El tema está ejecutado por Spinetta (guitarra, voz y programación), Carlos Alberto "Machi" Rufino (bajo), Juan Carlos "Mono" Fontana (teclados), Guillermo Arrom (primera guitarra) y Jota Morelli (batería).
La canción está dedicada a "Martina, Dalmiro y Gonzalo y a todos los niños del mundo".

## Contexto
Spinetta venía de realizar su álbum doble junto a Fito Páez La, la, la y de sufrir que durante los recitales de presentación del álbum fueran asesinadas "las madres" de Fito Páez. Semejante situación impactó sobre la obra de ambos: mientras Fito Páez compuso y editó el álbum Ciudad de pobres corazones (1987), Spinetta por su parte expresó su dolor en Téster de violencia.
El contexto histórico de Argentina influía también en el estado emocional de Spinetta. A fines de 1983 la sociedad argentina había reconquistado la democracia y había enjuiciado y condenado a las juntas militares (1985) que cometieron crímenes de lesa humanidad durante la última dictadura. Pero en 1986 ese clima comenzó a enturbiarse cuando el Congreso sancionó la primera de las llamadas leyes de impunidad, seguida al año siguiente de la primera de las sublevaciones militares de carapintadas.

## El álbum
Téster de violencia es un álbum conceptual alrededor del tema de la violencia, que busca ir más allá de una mirada puramente moral y exterior sobre la violencia, para partir de los cuerpos de las personas, como campos en los que esa violencia actúa y a la vez es medida. Para Spinetta la violencia no es sólo "lo horrible", sino la vida misma, desde el hecho mismo de nacer y enfrentar la muerte.

La temática del cuerpo, eje central de Téster de violencia, resulta novedosa para alguien como Spinetta, que durante mucho tiempo le cantó al alma, e incluso bautizó a uno de sus mejores discos como Alma de diamante. Este cambio fue simétrico, además, al hecho de que el Flaco pasó de leer con devoción las obras de Antonin Artaud (para quien el cuerpo es la cárcel del alma) a los textos de Foucault (para quien el alma es la cárcel del cuerpo).
Eduardo Berti, Spineta: crónica e iluminaciones

En el álbum desempeña un papel especialmente importante el Mono Fontana, creador de todos los arreglos de teclados.

## El tema
El tema es el quinto track (último del Lado 1) del álbum solista Téster de violencia, un álbum conceptual alrededor del tema de la violencia.
Como es habitual en sus canciones, el tema está relatado en segunda persona del singular y gira alrededor de una idea, todo por amor, aunque aclarando que "todo menos el sol":

Por mí todo lo daría,
todo menos el sol,
solo quiero sentir,
la enseñanza que da tu amor.
Es el marcapiel.
"El marcapiel", Luis Alberto Spinetta

En un recital realizado el 26 de noviembre de 1989 en los jardines de ATC (Argentina Televisora Color) Spinetta presentó la canción con estas palabras:

El tema que vamos a hacer ahora se llama "El marcapiel", que para mí es el símbolo, no de una marca precisamente, sino de un amor, un amor que marca.
LAS, La Noche del Domingo, 26/11/1989

Spinetta ya había expresado en sus canciones el modo en que el amor, y sobre todo el desamor, "marca" a las personas. En las conversaciones con Eduardo Berti, volcadas en el libro Spinetta: crónica e iluminaciones, habla del tema "Crisantemo" (Pescado 2), sobre el dolor que sintió cuando rompió su relación con Cristina Bustamante y lo relaciona también con el "marcapiel": 

Yo fui muy marcado por mi relación con las mujeres. Me afectó mucho la muchacha ojos de papel. Si en la vida hay algo que marca (el «marcapiel») es el amor. Creo que lo único peor a sufrir un desengaño amoroso es que te torturen. Cuando un amor se quiebra en el aire la herida es imperecedera, como un estigma. Por eso, para olvidar a una persona de la cual uno está o estuvo enamorado se requiere de cierta impecabilidad, porque si no uno se convierte en un tarado, un paralizado. Yo estuve a punto de convertirme en algo así, de no haberme encontrado con amigos que me ayudaron y de no haber tenido determinado valor, porque hay algo pasional en mí por lo cual yo moría cuando mis relaciones amorosas llegaban a su fin.
Luis Alberto Spinetta

En el mismo sentido, hablando también de "Crisantemo" durante un recital brindado en 1982, Spinetta hablaba de "las huellas que (las peripecias del amor) puede dejar en la gente":

Habla de las peripecias del amor, en el sentido de aquellas huellas que puede dejar sobre todo en la gente que recién se abre a las experiencias afectivas, o amatorias mejor dicho. Muchas veces por amar mal quedan malos recuerdos. Y lo importante es que en la naturaleza hay un instinto positivo (que) es lo único que sirve como algún tipo de esperanza para aquellos que han sido heridos por el amor.
Luis Alberto Spinetta, 1982

Mouro fue un amigo personal de Spinetta, que compuso también otras canciones incluidas por el Flaco en sus álbumes, como «Oboi» (Don Lucero, 1989), «Panacea» (Pelusón of milk, 1991), «Los duendes» y «Holanda» (Spinetta y los Socios del Desierto, 1997), «Mundo disperso» (Silver Sorgo, 2001) y «Sinfín» (Pan, 2005). Comentando el aporte de Mouro en Silver Sorgo, Spinetta ha dicho:

Son "esas" letras las que Roby pone a funcionar, para que algo, entre los dos, se gatille.
Luis Alberto Spinetta